# بوروم ساريت (فلم)
بوروم ساريت هو فيلم درامي سنغالي صدر عام 1963 للمخرج عثمان سمبين. يُعتبر هذا الفيلم أول فيلمٍ يُنتَج في إفريقيا من قبل أفريقي أسود. يحكي الفيلم – الذي تبلغُ مدته 18 دقيقة فقط – قصّة سائق عربةٍ في داكار، ويُصوّر الفقر في إفريقيا حيثُ يُظهر جليًا أنّ الاستقلال لم يحل مشاكل الشعوب الأفريقيّة. عُرض الفيلم في قسم كلاسيكيات كان في مهرجان كان السينمائي عام 2013.

## القصّة
يروي فيلم بوروم ساريت للمخرج السنغالي عثمان سمبين قصّة رجلٍ فقيرٍ يُحاول كسب عيشه عبر العمل سائقًا لعربةٍ في مدينة داكار. يأملُ السائق في الحصول على أجرٍ مقابل خدماته لعلهِ أنّ بعض الركاب لن يدفعوا لأنهم ليس لديهم دخل. يحصلُ في بعض الأحيان على مصافحةٍ فقط كنوعٍ من المقابل، إلى اليوم الذي يطلبُ منه رجلٌ يرتدي ملابس أنيقة اصطحابه إلى الحي الفرنسي، لكنّ سائق العربة يرفض بدعوى عدم السماح بوجود عربات في ذاك الحيّ لكنّ العميل يُؤكّد أن اتصالاته تمكنه من تجاهل هذا القانون القاعدة. يقبلُ السائق على مضض قبل أن يُوقفه رجال الشرطة الذي يُصادرون عربته فيما يُغادر العميل دون دفع أجره أو حتّى الدفاع عن سائق العربة وهناك يتغيّر كل شيء.